# Monceaux-l'Abbaye
Monceaux-l'Abbaye är en kommun i departementet Oise i regionen Hauts-de-France i norra Frankrike. Kommunen ligger i kantonen Formerie som tillhör arrondissementet Beauvais. År 2022 hade Monceaux-l'Abbaye 218 invånare.

## Befolkningsutveckling
Antalet invånare i kommunen Monceaux-l'Abbaye
| Referens: INSEE |